# Sergio Merusi
Sergio Merusi (Novara, 9 febbraio 1943) è un politico ed economista italiano, sindaco di Novara dal 1993 al 1997.

## Biografia
Candidato sindaco di Novara dalla Lega Nord alle elezioni amministrative del 1993, al primo turno ottiene il 25,7% e accede così al ballottaggio, che vince con il 51,6%, diventando così primo cittadino della città piemontese.
Alle successive elezioni comunali del 1997 non viene ricandidato dalla Lega, ma si presenta con una propria lista civica, ottenendo il 4,5% dei voti e venendo eletto consigliere comunale.